# Cournonsec
Cournonsec är en kommun i departementet Hérault i regionen Occitanien i södra Frankrike. Kommunen ligger i kantonen Pignan som tillhör arrondissementet Montpellier. År 2022 hade Cournonsec 3 583 invånare.

## Befolkningsutveckling
Antalet invånare i kommunen Cournonsec
Referens:INSEE